# Họ Tô sơn
Torricelliaceae là danh pháp khoa học của một họ thực vật có hoa, bản địa của Madagascar và Đông Nam Á cùng Tây Malesia. Họ này chứa 3 chi là Aralidium, Melanophylla và Torricellia bao gồm khoảng 10 loài cây gỗ. Trong hệ thống APG II mỗi chi này đều được đặt trong họ riêng của chính chúng, tương ứng là Aralidiaceae, Melanophyllaceae và Torricelliaceae nghĩa hẹp (sensu stricto); nhưng với điều khoản cho rằng "Một vài họ là đơn chi và có thể hợp nhất khi các mối quan hệ nhóm chị-em được hỗ trợ tốt đã được xác lập.". Mối quan hệ như vậy đã được thiết lập cho các chi này vào năm 2004, tạo ra mô tả hiện tại của họ Torricelliaceae.